# Pastille (nucléaire)

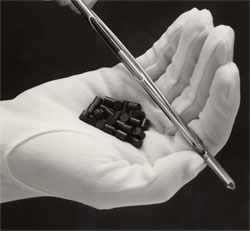
Pastilles de combustible nucléaire

Dans le domaine de l'énergie nucléaire, une pastille est un cylindre d'oxydes d'uranium - et de plutonium dans le cas du combustible MOX - d'environ 8 mm de diamètre et d'une dizaine de grammes, constituant l'élément de base du combustible nucléaire utilisé dans les réacteurs à eau légère (réacteurs à eau sous pression ou réacteurs à eau bouillante). 
Ces pastilles sont en céramique très résistante à la chaleur (plus de 2 000 °C).

## Processus de fabrication
La fabrication des pastilles de combustible nucléaire comporte deux étapes : 

1 - Conversion en oxyde d'uranium : Après enrichissement, l'hexafluorure d'uranium (UF6) est converti en dioxyde d'uranium (UO2) pour ses applications nucléaires. La conversion en UO2 peut se faire par voie sèche (le plus fréquemment) ou par voie humide.
1.1 - Voie sèche : L'UF6 est vaporisé par chauffage dans une étuve et mis en présence de vapeur d'eau surchauffée.
- L'UF6 s'hydrolyse en UO2F2 entre 250 °C et 300 °C :

UF6 + 2 H2O → UO2F2 + 4 HF - 113 kJ/mole
- Le composé UO2F2 est ensuite réduit vers 700 à 800 °C par le dihydrogène, H2, produisant l'UO2 sous forme de poudre :

UO2F 2+ H2 → UO2 + 2 HF + 14,2 kJ/mole
Le rendement est supérieur à 99,5 %.
1.2 - Voie humide : Ce procédé présente l'inconvénient de produire plus d'effluents que la voie sèche, ce qui a un impact environnemental plus important. Plus flexible, en revanche, il est souvent utilisé pour la récupération des matières fissiles dans les rebuts et les déchets.
2 - Pastillage : Un lubrifiant (du stéarate de zinc) est ajouté à la poudre d'oxyde d'uranium issue de l’atelier de conversion pour faciliter le pastillage qui est obtenu ensuite par pressage dans des matrices . 
Les pastilles sont cylindriques de hauteur 13,5 mm et de diamètre 8 mm, soit un volume de 0,678 cm³ ; sachant que la masse volumique de UO2 est de 10,97 g/cm³, chaque pastille en contient 7,44 g. Elles sont ensuite cuites dans un four par un procédé dit de frittage, à 1 700 °C, sous atmosphère réductrice avec hydrogène, usinées pour ajuster leur forme et faciliter l’introduction dans les gaines et enfin contrôlées .

## Fabricants

### Russie
En Russie, la fabrication industrielle des éléments, des assemblages et des pastilles de combustible s'effectue dans trois usines : deux en Russie (Elektrostal et Usine de concentrés chimiques de Novossibirsk) et la troisième au Kazakhstan (Usine métallurgique d'Oulba, anciennement Oust-Kamenogorsk). 
Oust-Kamenogorsk fabrique la plupart des pastilles de combustible des réacteurs russes, tant RMBK que VVER. En 1993, elle avait une capacité de production annuelle de 2 560 tonnes de pastilles. L'hexafluorure d'uranium est transformé en dioxyde au moyen du procédé ADU qui comprend l'hydrolyse de l'hexafluorure, la précipitation du polyuranate d'ammonium, le séchage, la calcination et la réduction en dioxyde d'uranium.
Elektrostal fabrique des pastilles destinées aux réacteurs VVER. La conversion de l'hexafluorure d'uranium en dioxyde d'uranium est obtenue par un procédé de pulvérisation à flamme, qui est l'une des méthodes gazeuses ou dites par «voie sèche». La poudre de dioxyde d'uranium obtenue ne s'écoulant pas facilement, elle est soumise à un compactage sous presse en vue d'être transformée en pastilles.
À partir des années 1990 de nouveaux procédés ont été étudiés pour fabriquer des pastilles de combustible MOX, en particulier à partir de granules gélifiées obtenues par précipitation simultanée de l'uranium et du plutonium par de l'ammoniac ou par du carbonate au moyen d'agents tensioactifs. Une autre technique a aussi utilisé la dénitration d'un mélange de solutions de nitrate d'uranium et de plutonium.

### France
En France, comme en Russie, les combustibles fabriqués pour la production d’électricité de deux types : UO2 (oxyde d’uranium) et MOX (oxyde mixte d’uranium et de plutonium). 
Les pastilles d'oxyde d’uranium sont fabriqués dans l'usine de la  Franco-Belge de Fabrication du Combustible (FBFC), filiale du groupe Areva, sur le site nucléaire de Romans. L’hexafluorure d’uranium enrichi y est transformé en poudre de dioxyde d’uranium puis compacté sous forme de pastilles. 
Le combustible MOX est quant à lui fabriqué, depuis 1995, dans l’usine Melox d’Orano, implantée sur le site de Marcoule (30), selon un procédé similaire au procédé de fabrication de combustible UO2, mais qui utilise un mélange de poudre de dioxyde d’uranium et de poudre de dioxyde de plutonium. L’uranium utilisé est de l’uranium appauvri issu de l'enrichissement. Le plutonium est issu du traitement des combustibles usés à l’usine Areva de La Hague.

### Canada
Le Canada fabrique les pastilles de combustible destinées à ses propres réacteurs dans trois usines :  
- L'usine de Port Hope (Ontario), exploitée par Cameco Corporation, peut produire 1 500 tonnes par an ;
- L'usine de Toronto (Ontario), exploitée par GE Hitachi Nuclear Energy Canada Inc., jusqu’à 1 800 tonnes[4] ;
- L'usine de Peterborough (Ontario), exploitée par GE Hitachi Nuclear Energy Canada Inc., jusqu’à 1 800 tonnes.